# Бівер-Лейк 17
Бівер-Лейк 17 (англ. Beaver Lake 17) — індіанська резервація в Канаді, у провінції Нова Шотландія, у межах графства Галіфакс.

## Населення
За даними перепису 2016 року, індіанська резервація нараховувала 21 особу, показавши скорочення на 8,7%, порівняно з 2011-м роком. Середня густина населення становила 24,6 осіб/км².

## Клімат
Середня річна температура становить 5,9°C, середня максимальна – 21,8°C, а середня мінімальна – -11,8°C. Середня річна кількість опадів – 1 497 мм.
| Клімат поселення                              | Клімат поселення | Клімат поселення | Клімат поселення | Клімат поселення | Клімат поселення | Клімат поселення | Клімат поселення | Клімат поселення | Клімат поселення | Клімат поселення | Клімат поселення | Клімат поселення | Клімат поселення |
| Показник                                      | Січ.             | Лют.             | Бер.             | Квіт.            | Трав.            | Черв.            | Лип.             | Серп.            | Вер.             | Жовт.            | Лист.            | Груд.            |                  |
| Середній максимум, °C                         | −0,62            | −0,54            | 3,54             | 8,76             | 14,50            | 19,68            | 21,80            | 21,84            | 17,76            | 12,09            | 7,20             | 1,07             |                  |
| Середня температура, °C                       | −6,2             | −6,14            | −2,04            | 3,16             | 8,91             | 14,07            | 17,94            | 17,96            | 13,88            | 8,21             | 3,30             | −2,82            |                  |
| Середній мінімум, °C                          | −11,79           | −11,72           | −7,64            | −2,42            | 3,31             | 8,50             | 14,04            | 14,08            | 10,00            | 4,32             | −0,56            | −6,69            |                  |
| Норма опадів, мм                              | 138              | 116              | 134              | 116              | 117              | 106              | 105              | 101              | 121              | 138              | 158              | 147              |                  |
| Середньомісячна швидкість вітру, м/с          | 5.29             | 5.16             | 5.10             | 4.72             | 4.24             | 3.80             | 3.50             | 3.42             | 3.88             | 4.63             | 5.04             | 5.54             |                  |
| Середньомісячна сонячна радіація, кДж/м²·день | 5044             | 8258             | 11935            | 14924            | 18016            | 20275            | 19986            | 17742            | 13532            | 8638             | 5053             | 3881             |                  |
| --------------------------------------------- | ---------------- | ---------------- | ---------------- | ---------------- | ---------------- | ---------------- | ---------------- | ---------------- | ---------------- | ---------------- | ---------------- | ---------------- | ---------------- |
| Джерело:                                      |                  |                  |                  |                  |                  |                  |                  |                  |                  |                  |                  |                  |                  |